# Kurázsi mama és gyermekei
A Kurázsi mama és gyermekei (eredeti cím: Mutter Courage und ihre Kinder) Bertolt Brecht német drámaíró egyik legismertebb műve, melyben a szerző a háború erkölcse ellen emeli fel a hangját. A mű alcíme műfaj- és témamegjelölő is egyben: Krónika a 30 éves háborúból.
A Kurázsi mamát sokan a 20. század egyik legnagyobb drámájának, mások pedig minden idők legnagyobb háborúellenes drámájának tekintik. Ősbemutatóját 1941. április 19-én Zürichben a Schauspielhausban tartották. 1960-ban, pár évvel Brecht halála után Peter Palitzsch filmet forgatott a drámából, az író özvegyével, Helene Weigellel a főszerepben. Magyarul először az Európa Könyvkiadónál jelent meg a mű, 1958-ban, Nemes Nagy Ágnes fordításában.

## A mű megírásának háttere
Brecht a drámát 1938-ban kezdte el írni, skandináviai emigrációja idején (Hitler hatalomra kerülésekor, mint sokaknak, neki is menekülnie kellett a náci Németországból), és közvetlenül a második világháború kitörése előtt fejezte be. Az írót személyes állásfoglalása, morális érzékenysége vezeti; a darabot újra meg újra pacifistának mondták.
A mű történelmi háttere is jellegzetes. A német fasizmus háborújának küszöbén Brecht nemzeti tárgyat választott: a harmincéves vallásháborút idézte fel, a németség elnyomottságának ősi forrását.
Az író azonban a háború zűrzavarát a maga javára kihasználni próbáló kisember típusával az örök kispolgári elvakultságot célozta meg, a náci Németországra is érvényesen. Mikor a darab keletkezett, drámaíró egy nagy háborút látott maga előtt: nem volt arról meggyőződve, hogy a „magának és magáért” való emberek tanulni fognak szerencsétlenségükből.

### Ihlető élmények
- Készülődés a második világháborúra, az érezhető feszültség
- Irodalmi példák: Schiller Wallenstein című drámájában és Grimmelhausen Simplicius Simplicissimus kalandjai című pikareszkjében is feltűnik egy Kurázsi mama nevű markotányosnő mint mellékszereplő.

## Főbb szereplők
- Kurázsi mama (igazi nevén Anna Fierlingné): Foglalkozását tekintve markotányosnő, mindig a háborút követi az ekhós szekerével, a „háborúból él”.
- Eilif, Kurázsi mama legidősebb fia: Eszes, bátor, kalandkereső fiú, a háborúban lovaskatonaként szolgál.
- Stüsszi, Kurázsi mama fiatalabb fia: Talpig becsületes, együgyű, jámbor fiú, a háborúban zsoldfizető mester, ő ügyel a regiment pénztárára.
- Kattrin, Kurázsi mama lánya: Néma, később egy sebhelye is lesz. Gyerekszerető, félénk lány, nagyon szeretne saját családot alapítani, de a háború alatt az anyja óvja a férfiaktól és a szerelemtől.
- Yvette Pottier: A háború következtében prostituálttá vált. Később hozzámegy egy óbesterhez, aki néhány évvel később meghal. Az egyetlen szereplő, aki „vitte valamire a háborúban”.
- Peter Lamb, a szakács (gúnynevén Pipáspéter): Yvette korábbi szeretője. A háború alatt szakács, illetve Kurázsi mama kísérője, barátja.
- a tábori pap: protestáns pap, de később ő is Kurázsi mamához szegődik.

## Cselekmény

### Szerkezeti jellemzők
- Cselekmény időtartama: 12 év (1624-1636)

A 12 jelenet arányosan tagolja a 12 évet, de az idő múlásának és a történelmi eseményeknek nem önmagukban van jelentősége, hiszen a dráma nem ezt a konkrét háborút, hanem a háborút általánosan mutatja be.
- 12 önálló jelenetből áll, amit "songok" egészítenek ki.

Több jelenet önmagában is megállja a helyét, ezek "epikus" fejezetek, de közben a szereplők sorsa halad előre, és minidrámák bontakoznak ki a háború elemeiként.
- Ismétlődő motívumok:

- gyerekek elvesztése
- szereplők feltűnése majd eltűnése (Yvette, szakács, tábori pap, Eilif)
- Mozaik technika: mindegyik jelenet igazolja a mű fő tételét: "Aki a háborút megfeji, adózzon is neki!" Kurázsi mama a háborúból él, ez a megélhetési forrása, és cserébe, mintegy fizetségül el kell veszítenie mind a három gyermekét.
- A szerkesztés ellenpontozó, a műben meghatározó motívumok a kontrasztok:

- családi élet <-> üzlet
- küzdelem <-> behódolás
- hang <-> némaság
- háború <-> béke
- heroizálás <-> deheroizálás
- élet <-> erkölcs
Az ellentétek mellett a fokozatok is megfigyelhetők, leginkább a három gyermekben:
- Eilif azonosul a háborúval, az ő vesztét a béke okozza
- Stüsszi a háború áldozatává válik, ő képtelen becstelen lenni, csak azért, hogy megmentse az életét
- Kattrin a némasága ellenére megment egy várost és hősi halottá válik.
Egyedül Kurázsi mama az aki képes teljesen behódolni a háborúnak, benne fedezhető fel legerősebben az élni akarás ösztöne. Célját nyíltan kimondja: "magamat, a gyermekeimet meg a kocsit átmenteni a háborún" (6. jelenet). Később így ábrándozik: "Ha a megmaradt gyerekeimmel találhatnék egy zugot, ahol nem lövöldöznek, akkor még hátralenne néhány nyugodt esztendőm." (9. jelenet). Ehhez képest csak önmagát és a rozzant kocsit sikerül megmentenie a mű végére, és akkor még korántsincs vége a háborúnak. Kurázsi mamának kőszívűnek kell lennie a létfenntartás érdekében. Stüsszi halálakor sem lehet teljesen hibáztatni az alkudozásért: ha a kocsit eladja, tönkremegy, és akkor hárman halnak éhen, de ha a fia meghal, akkor ő meg a lány életben maradnak. És bár tudjuk, hogy a háború világa tette ilyen számítóvá az asszonyt, mégsem vagyunk képesek azonosulni vele.
Brecht nem a felmentő hangsúlyú előadásokkal értett egyet, amelyekben "Kurázsi mama elsősorban, mint anya jelenik meg, aki, Niobéhoz hasonlóan, nem tudja megvédeni a gyermekeit a háború sorscsapásától", hanem feleségének játékával, aki "olyan technikát alkalmazott, amely meggátolja a maradéktalan beleérzést; a markotányosnői foglalkozást nem természetes, hanem történelmi jelenségként tüntette fel, azaz, mint egy történelmi és mulandó korszak tartozékát, és megmutatta, hogy a háború a legkedvezőbb időszak a kereskedés szempontjából. A kereskedés itt is magától értetődő kereseti forrás volt, de egyben mégis szennyezett forrás, amelyből Kurázsi halált ivott. A markotányosnő-anya nagy, eleven ellentmondássá lett, és ez az ellentmondás nyomorította és torzította el az alakot a felismerhetetlenségig."

### Első jelenet
|  | Alább a cselekmény részletei következnek! |

"1624 tavasza. Oxenstjerna, a zsoldosvezér, csapatokat toboroz Daloméban a lengyelországi hadjárat számára."
Egy verbuváló és egy őrmester katonákat keresnek és közben panaszkodnak a toborzás nehézségeiről. Úgy gondolják, hogy békében az ember rendszertelen és szinte elállatiasodik. "Békében a nép elvadul."

Feltűnik Kurázsi mama 3 gyermekével és az ekhós szekérrel, amit a két fiú húz és elénekli a mű legvégén is feltűnő dalt, aminek refrénje tökéletesen összefoglalja a hozzáállását a háborúhoz.
"Főkapitány, fáradt a hadnép,
Nyugvásra szóljon a parancs.
Kurázsi, én, bakancsot adnék,
Mert a futásnál kell bakancs.
Tetves a haj, a baj temérdek,
Nehéz az ágyú és szekér,
Ha a halálba mennek érted,
A jó bakancs az kincset ér.
Elmúlt a tél. Süss fel, te nap!
Új fű borul a holtra már.
De aki még nincs föld alatt,
Kapcát cserél és talpra áll.
Főkapitány, kevés a kolbász,
Morog a talpas éhesen.
Kurázsi, én, megkuruzsolnám
Jó üsti szesszel szívesen.
Éhomra ágyú! – drága tiszt úr, így nyavalyás lesz mindahány,
De tele hassal szíve tisztul,
S pokolba megy zászlód után.
Elmúlt a tél. Süss fel, te nap!
Új fű borul a holtra már.
De aki még nincs föld alatt,
Kapcát cserél és talpra áll."

Az őrmester faggatására beszámol a gyerekei származásáról (mindegyik külön apától van). Megtudjuk, hogy Eilif, a legidősebb fiú eszes és bátor, Stüsszi, a középső jámbor és együgyű, a leány, Kattrin pedig néma. Az őrmesternek megtetszik a két fiatalember, ezért próbálja őket elcsábítani az anyjuktól. Kurázsi mama, hogy eltántorítsa a fiait, jósol az őrmesternek. A sisakjába bedob üres és fekete kereszttel ellátott cédulákat. A fekete kereszt a halál jelképe. Az őrmester után a gyermekei is húznak, mindannyian fekete keresztet. Ez a jóslás előrevetíti a történteket.

Eilifnek megjön a kedve a katonasághoz, ezért míg az őrmester Kurázsival alkudozik, a verbuváló elviszi magával a fiút.

### Második jelenet
"1625-ben és 26-ban Kurázsi mama a svéd hadsereg málhacsapataival vonul át Lengyelországon. Wallhoferődje előtt újra találkozik fiával."
Egy zsoldosvezér sátrának konyhájában Kurázsi mama kappant próbál eladni a szakácsnak, de az sokallja az árát. A zsoldosvezér belép a sátorba Eiliffel, aki éppen egy hőstettet hajtott végre (a katonáival becsapták a parasztokat, megölték őket, majd elvették az ökreiket, hogy legyen mit enniük). Enni kérnek, ezért Kurázsinak mégis sikerül eladni a kappant, ráadásul kétszer annyiért. Közben Kurázsi felismeri a fiát és nagyon megörül neki, de még nem megy oda hozzá.

Eilif hadi táncot lejt és közben elénekli a dalt a lányról meg a huszárról.
"Jaj, tép a golyó, meg a dárda se jó.
S benyel ám a folyó, hiszen árad.
Mit is ér az erő? Vár száz temető!
Mondta a lány a huszárnak.
Ám a huszár nevetett csuda mód,
Hallva a dob- meg a trombitaszót:
Egy kis csata az sosem árthat!
Egy kis csata az sosem árthat!
Oly széles a világ, megyek, áldjon az ég,
És a dárda se szúr majd,
És a dárda se szúr, ha letöröm a hegyét:
Szólt a huszár a leánynak.
Jaj, nyögheti majd, aki szóra se hajt,
Aki fittyet hány a tanácsnak.
Hova mész ? Hova mész ? Meghalni nehéz!
Mondta a lány a huszárnak.
Ám a huszár megy a késsel övén,
Belegázol az árba a hetyke legény,
Mert néki a víz mit is árthat ?
Ha fehéren a hold a tetőre kiül,
Hazatér a csapat már,
Hazatér a csapat, sose félj egyedül!
Szólt a huszár a leánynak."

Kurázsi mama csatlakozik a konyhából az énekhez:
"Nyomodon fut a szél, lepi hóval a tél,
S a babér sose fűti a házat!
Fuj a szél, fuj a szél! Uram, óvd, aki él!
Mondta a lány a huszárnak.
Ám a huszár megy a késsel övén,
Belevágtat az árba a hetyke legény -
De megölte a víz, hiszen áradt.
A nyomán fut a szél, lepi jéggel a tél,
S a babér sose fűti a házat,
Babér sose fűti a házat.
Nyomodon fut a szél, lepi hóval a tél,
S a babér sose fűti a házat!
Jaj, nyögheti majd, aki szóra se hajt,
Mondta a lány a huszárnak."

Eilif felismeri az anyja hangját, és beszalad a konyhába, boldogan üdvözlik egymást. Eilif kap egy pofont az anyjától, amiért túl vakmerő és nem vigyáz magára eléggé.

A jelenet végén megtudjuk, hogy Stüssziből zsoldfizető mester lett.

### Harmadik jelenet
"További három év múlva Kurázsi mama fogságba kerül egy finn ezred töredékével. Lánya megmenekül, az ekhós szekér is, de becsületes fia meghal"
A táborban délután Kurázsi mama ruhákat hajtogat és közben egy lőportárossal egy zsák golyóra alkudozik. Stüsszit közben arra inti, hogy mindig legyen becsületes és vigyázzon a rá bízott ezred pénztárra.

Közben Yvette, a csinos prostituált elénekli az első szerelmének történetét, hogy Kattrint "felvértezze a szerelem ellen"
"Tizenhét voltam éppen.
Az ellenség bejött,
De szögre tette a szablyát,
S parolázott a nép. között.
Mivelhogy májusban
Tudjuk, hogy május van,
Az ezred büszkén körben áll,
Tiszteleg, míg a dob dobol,
Aztán az éjben szétoszol,
És vélünk cimborái.
Az én ellenfelem volt
A főszakács maga,
Gyűlöltem őt egész nap,
S szerettem minden éjszaka.
Mivelhogy májusban
Tudjuk, hogy május van,
Az ezred büszkén körben áll,
Tiszteleg, míg a dob dobol,
Aztán az éjben szétoszol,
És vélünk cimborái.
Az érzés, mint a rózsa
Szivemben egyre nőtt,
Nem értette a város,
S hogy mért is nem vetem meg őt.
És egyszer reggel lett,
S nékem befellegzett,
A népség, mint az ár zúdult,
Szerszám csörgött, pata dobolt,
A had pakolt, ő közte volt,
S az ezred elvonult.

Yvette elmegy és megjelenik helyette a tábori pap és a szakács, Eilif üzenetét hozzák, aki pénzt kér az anyjától. Amíg ők hárman beszélgetnek Kattrin felpróbálja Yvette piros kalapját és cipőjét, páváskodik benne.

Ágyúlövés hallatszik, a szakács elmegy, a pap pedig megijed, hogy megölik a hite miatt, ezért kabátot terít magára és ottmarad. Kurázsi mama észreveszi, hogy Kattrin felvette Yvette holmiját és leszidja. Közben megjelenik Yvette aki keresi a ruháit, de csak a kalapját találja meg (Kattrin a cipőt behúzta a szoknyája alá).

Stüsszi elrejti a szekéren a pénztárat, Kattrin arcát pedig bekormozzák, hogy biztos ne bántsa senki.

 Eltelik 3 nap. Várakoznak. Amíg Kurázsi mama és a pap elmennek húst venni, Stüsszi a folyóba rejti a pénzt, de elfogják, és megpróbálják kivallatni. Stüsszi letagad mindent, becsületesen védi a pénzes skatulya rejtekhelyének titkát. Kurázsi mamáék is letagadják, hogy ismerik a fiút, nehogy ezzel még nagyobb bajba keverjék. Mikor elvezetik, a pap elénekli a Hórák dalát Krisztus szenvedéséről, mert párhuzamot lát az ártatlanul megkínzott Jézus és az ártatlan fiú között.
A Hórák dala
"Első órán, mint kinek
Gyilkosság a vétke,
Jézusunkat hurcolok
Pilátus elébe.
És ki így szólt:
Én tudom, Bűn nélkül való ez
Azt már várta félúton
A király Heródes.
Három órán jött az Úr
Ostoroztatása,
És töviskorona szúrt
Égi homlokába.
Már csak gúnyba öltözött,
Köntösét leszedték,
S vitte annyi nép között,
Maga a keresztjét.
Hat óra volt: meztelen
A fára szegezték,
Vére omlott szüntelen,
És a kínverejték.
S mind-mind csúfolódtanak,
Két lator is éppen,
Úgy, hogy elborult a nap
Nagy szégyenletében.
Kilenc órán szólt ekképp:
Mért hagytál el engem ?
És ecetet és epét
Adtak neki menten.
Föld megrendült, hegy szakadt,
Hogy lelkét kiadta,
Templomkárpit meghasadt,
Szétrepedt a szikla."
Vecsernyekor azután
Latrok lábát törték,
Jézust pedig oldalán
Dárdával döf ölték.
Vérrel, vízzel oldala
Folyt a seben által,
Ezt cselekedtek vala
Az Ember Fiával."

 Kurázsi mama megpróbálja pénzzel kiváltani a fiát, ezért elhatározza, hogy elzálogosítja az ekhós szekeret. Yvette egy óbesterrel karonfogva jelenik meg és úgy gondolja, megveszi a kocsit. Kurázsi mama először minden pénzt megadna a fiáért, mert úgy spekulál, hogy majd az ezred pénztárból kiveszi a veszteséget, de mikor megtudja, hogy Stüsszi a pénzt a folyóba dobta, hirtelen megpróbálja lealkudni a fia árát. Nem sikerül és a fiút agyonlövik. Kurázsi mamának még arra sincs lehetősége, hogy megsirathassa vagy eltemethesse a fiát, hiszen, aki árulóval cimborál, könnyen bajba kerülhet. Közönyt mutat, és száraz szemmel nézi, ahogy Stüsszit tömegsírba viszik.

### Negyedik jelenet
"Kurázsi mama elénekli a dalt a Nagy Kapitulációról."
Kurázsi mama panaszt akar tenni a kapitánynál, amiért a katonák szétvagdalták a portékáját a kocsijában. Közben megjelenik egy fiatal, dühös katona, aki szintén panaszt szeretne tenni, és ennek az óhajának erőteljesen hangot is ad. Kurázsi mama próbálja jobb irányba terelni a fiú dühét.
"FIATAL KATONA: Azt akarja tán mondani: nincs rendjén, ha követelem a jutalmat?
KURÁZSI MAMA: Dehogyis. Én csak azt mondom, nem elég erős a haragja, nem is ér el vele semmit, sajnos. Ha elég erős volna, még föl is uszítanám. Aprítsa szét a kutyát, ezt tanácsolnám magának, de minek, ha nem aprítja szét, mert már érzi, hogy előbb-utóbb behúzza a farkát."

A katona a rendreutasításra lenyugszik, Kurázsi mama pedig elénekli a dalt a Nagy Kapitulációról:
A Nagy Kapituláció dala
"Hittem én is ifjan, hajdanában:
Nincs nálam, nincs különb, bárhol is keresd.
Aki lóvá tenne, keljen fel korábban,
S hajszál nélkül kértem a levest.
De szólt egy rigó: Csitt: várj kicsit!
Mert a világ nagy zenekar,
S te fújod azt, amit akar,
Majd lesz egy kis melódiád,
Fújd, rajta hát!
És jársz, mint az óra,
A vezényszóra!
Ne koptasd a szád!
Egy év el se telt, már megtanultam:
Nyelni kell, nyelni kell, nincs más oltalom.
Mint a békát, széttapostak, földre nyúltam,
Csúsztam én térdemen, s még inkább hason.
És szólt a rigó: Csitt: várj kicsit!
Lásd, a világ nagy zenekar.
Már fújod is, amit akar,
Már van egy kis melódiád,
Fújd, rajta hát!
És jársz, mint az óra,
A vezényszóra!
Ne koptasd a szád!
Mennyi ember vág neki az égnek,
Hogy majd ö a napot földre hozza ám!
Érzik aztán: mindig hegyről hegyre érnek,
És a nap túl van az óperencián.
Ez a világ nagy zenekar,
És fújjuk mind, amit akar,
A nyápic kis melódiát -
Fújd, rajta hát /
És járunk, mint az óra,
A vezényszóra -
Ne koptasd a szád!"

Kurázsi mama végül mégsem megy be panaszkodni.

### Ötödik jelenet
"Két év telt el. A háború mind távolibb vidékekre terjed. Kurázsi mama kis kocsija szüntelenül járja Lengyelországot, Morvaországot, Bajorországot, Itáliát s megint Bajorországot. 1631. Tilly magdeburgi győzelme Kurázsi mamának négy tiszti ingébe kerül"
Kurázsi mama kocsija egy szétlőtt faluban áll, épp kiszolgálnak néhány katonát. A katonák nem tudnak fizetni, ezért Kurázsi mama azt is megtagadja, hogy a sebesültnek vásznat adjon a seb bekötözésére. Kattrin dühösen megfenyegeti anyját, a tábori pap pedig elveszi a vászonruhákat, csíkokra szaggatja őket és bekötözi a sebeket.

Egy égő házban kisgyermek maradt, akiért Kattrin berohan, majd babusgatja, mielőtt visszaadná az édesanyjának.

### Hatodik jelenet
"A bajorországi Ingolstadt városa előtt Kurázsi mama részt vesz az elesett császári zsoldosvezérnek, Tilly-nek a temetésén. Beszélgetés folyik a háború hőséről és a háború tartamáról. A tábori pap fölpanaszolja, hogy tehetsége parlagon hever, és a néma Kattrin megkapja a piros cipőt. 1632-t írunk"
Kurázsi mama és leánya a sátor belsejében leltároz, és közben a pappal a temetésről beszélgetnek. Szó esik arról, hogy esetleg a zsoldosvezér halálával vége lesz a háborúnak. Latolgatják a lehetőségeket, Kurázsi mama azon gondolkozik, hogy érdemes-e olcsón holmikat vennie, mert ha mégis béke jön, akkor az egész üzletének befellegzett.

A katonák közben többször egymás után eléneklik a következő dalt:
"Csapos, bort, ide már!
Nem várhat a huszár,
Mert menni kell ma, menni.
Lány, csókot, ide már!
Nem várhat a huszár,
Nyeregbe kell ma lenni.
Pajtás, kockát ki már!
Nem várhat a huszár,
Ne próbálj véle csalni.
Pap, áldást, ide már!
Nem várhat a huszár,
Mert halni kell ma, halni."

Kattrin, mikor megtudja hogy a háború folytatódik, elrohan, hiszen neki az anyja megígérte hogy ha a háború véget ér, majd férjet kap. Az anyja vigasztalja, majd elküldi vásárolni.

Kurázsi mama és a tábori pap beszélgetnek, közben a férfi gyújtóst hasogat . A pap észreveszi, hogy az asszony még mindig őrizgeti, sőt használja is azt a pipát, amit még a szakács hagyott nála Stüsszi halálakor. Mélyebb érzelmeket sejt mögötte, de Kurázsi mama közömbösnek mutatkozik. Ez a hozzáállás felbátorítja a papot és óvatosan szerelmet vall Kurázsinak, aki elhárítja azzal az érvvel, hogy neki a gyerekei a legfontosabbak.

Kattrin megérkezik, egy csúnya sebbel a homlokán, aminek a nyoma örökre meg fog maradni. Megtámadták hazafele jövet a katonák. Kurázsi mama vigasztalásul neki ajándékozza Yvette piros cipőjét, amit még évekkel korábban rakott el.

### Hetedik jelenet
"Kurázsi mama kalmár-pályafutásának magaslatán"
Kurázsi mama örül, mert a szekere tele van áruval, jól megy az üzlet.
"KURÁZSI MAMA: Nem engedem, hogy elvegyétek a kedvem a háborútól. Mondják, lekaszálja a gyöngéket, de azok békében is elvesznének. Csak a háború jobban táplálja az embereit.
Légy csak kitartó, mert ha küzdesz,
Lesz végül zsákmány, rengeteg,
Mivel a háború is üzlet,
Csak ólmot árul sajt helyett.
S mit használna, ha letelepednénk valahol? Aki gyökeret ver, az pusztul legelőbb.
A földi nép olyanra vágyik,
Ami a földön nem lehet,
Búvóhelyet ásna rogyásig,
De csak a sírját ássa meg.
Van, aki fárad, futva, félve
Töri magát nyugvóhelyért,
S ha benne fekszik, kérdi végre:
Mért is siettem, jaj, miért?"

### Nyolcadik jelenet
"Ugyanez évben Gusztáv Adolf svéd király elesik a lützeni csatában. A béke Kurázsi mama üzletét tönkremenéssel fenyegeti. Kurázsi mama bátor fia fölösleges hőstettet hajt végre, és csúnya véget ér."
Harangoznak, kitört a béke. Kurázsi mama elhatározta, hogy örülni fog a békének, és elmegy Stüsszi emlékére az istentiszteletre.

Megjelenik a szakács, majd a tábori pappal együtt igyekeznek egymást befeketíteni, hogy elnyerjék Kurázsi mamát, de a pap dühében sértő dolgokat vág az asszony fejéhez.(azt, hogy ő a háború hiénája)

Megjelenik Yvette kövéren, fekete ruhában. Elmeséli, hogy hozzáment a hajdani óbester testvéréhez, de hamar megözvegyült. Felismeri a szakácsban az első szeretőjét, és óva inti Kurázsit, nehogy elhiggye a férfi hízelgéseit.
Kurázsi mama elmegy a piacra, hogy gyorsan túladjon a portékáján. Közben feltűnik Eilif katonák kíséretében, megbilincselve. A fiú betört egy parasztházba és megölte az ott lakókat. Ha háborúban teszi ugyanezt dicsőítik, de békében ezért a "hőstettért" halálraítélték. A fiút elvezetik a katonák, a többiek pedig nem árulják el a visszatérő Kurázsi mamának, hogy a fiát elítélték, csak azt, hogy ott járt míg ő távol volt, és egy régebbi hőstettét megismételte. Az asszony szíve pedig dagad a büszkeségtől.

A háború újra kitört.

### Kilencedik jelenet
"Már tizenhat éve tart a nagy vallásháború. Németország elvesztette lakosságának több mint a felét. Hatalmas járványok irtják a mészárlásból kimaradtakat. A hajdan virágzó vidékeken éhínség dühöng. A kiégett városokban farkasok csatangolnak. 1634 őszén a német Fichtel-hegységben találkozunk Kurázsival, távolabb a hadiúttól, amelyen a svéd hadsereg vonul. A tél ebben az évben szigorú, és korán beáll. Az üzlet rosszul megy, csak a koldulás marad hátra."
Kurázsi mama, a szakács és Kattrin egy félig összedőlt paplak előtt álldogálnak. A szakács elmeséli, hogy nemrég kapott egy levelet, amelyben az áll, hogy az anyja halála után örökölt egy kocsmát és felajánlja Kurázsinak, hogy együtt üzemeltethetik. Egy feltétele van: itt kell hagynia Kattrint. Az asszony ezen felháborodik, nem fogadja el az ajánlatot.

Kurázsiék eléneklik a paplak előtt a dalt Salamonról:
"Mily bölcs király volt Salamon!
De várta csúf halál.
Jövőbe látni, jaj, nehéz,
Átkozódott egész nap és látta már:
Egy félgarast sem ér az ész.
Mily nagy király volt, mily derék!
De várni kell egy csepp időt,
S már les reá a szörnyű vég:
A bölcsesség keverte bajba őt!
Örülj, ha így nem sújt az ég!
Mily büszke volt Cézár, a hős!
De várta csúf halál.
Oltáron ült mint isten ő,
Ám megölték, bizony meg, és látta már:
Hogy mennyit ér a hős erő.
Te is, fiam! – szólott eképp.
Csak várni kell egy csepp időt,
S már les reá a szörnyű vég:
A bátorság keverte bajba őt!
Örülj, ha így nem sújt az ég!
Igazra tör. nagy Szókratész,
A népnek őreként.
Igaz beszédért hála jár
-Ám a törvény elé citálták szegényt,
S ott várta már bürökpohár.
Mily tiszta volt, milyen derék!
De várni kell egy csepp időt,
S már les reá a szörnyű vég:
A tiszta szó keverte bajba őt!
Örülj, ha így nem sújt az ég!
Szent Márton, tudjátok ti jól,
Irgalmas volt nagyon.
A hóban egy koldust talált,
Fél köpenyét neki adta át,
És ketten fagytak így agyon.
Mily jószívű volt, mily derék!
De várni kell egy csepp időt,
S már les reá a szörnyű vég:
A jószívűség tette tönkre őt!
Örülj, ha így nem sújt az ég!
Nekünk is szent, ti emberek,
A tízparancsolat.
De haszna nem volt még sosem,
Mert a törvény mit ér, ha nincs jó falat ?
Segíts, ha bírsz, az éhesen.
Mily jó fiúk voltunk mi rég!
De várni kell egy csepp időt,
S már les reánk a szörnyű vég:
A jámborság kiirt idő előtt!
Örülj, ha így nem sújt az ég!"

Az énekért kapnak egy tányér levest, amiért a szakács és Kurázsi megy fel. Kattrin, aki hallotta kettejük beszélgetését elhatározza hogy megszökik. Kurázsi mama mikor meglátja a menekülő Kattrint, megállítja és megnyugtatja, hogy ők ketten együtt maradnak. A szakács holmiját kidobálják a hóba és elindulnak – ketten.

### Tizedik jelenet
"Az egész 1635-ik évben Kurázsi mama és lánya, Kattrin, a középnémet országutakon húzzák a kocsit, követve az egyre ziláltabb hadsereget."
Kurázsi mama és Kattrin egy parasztház mellett halad el, ahonnan a következő dal szűrődik ki:
"Kertünkben egy rózsa nyílott
Mi néztük boldogan,
Mi oltottuk vadócba,
Oly édesen virított,
Nem is öntöztük naponta.
Boldog, akinek kertje van.
Oly édesen virított.
Ha zúg a téli orkán,
Űvölthet hasztalan,
Ahogy kifér a torkán,
Nem fúj tetőnkön által,
Betömtük jó mohával.
Boldog, akinek háza van,
Ha zúg a téli orkán."

Kurázsiék egy ideig hallgatják, majd az otthontalanok beletörődöttségével továbbmennek.

### Tizenegyedik jelenet
"1636 januárja. A császári csapatok az evangélikus hitű Halle városát fenyegetik."
Az ekhós szekér már rongyos és egy magas parasztház mellett álldogál. Katonák tűnnek fel az éjszakában, akik meg akarják támadni a várost. Kihívják a parasztokat, majd megparancsolják nekik, hogy ne merészeljenek jelt adni a lakosoknak, és rákényszerítik a parasztfiút, hogy mutasson nekik titkos ösvényt a város fele.

A parasztok félnek jelt adni, de Kattrin a kocsiból egy dobot vesz elő, majd felfut a létrán a ház tetejére, felhúzza a létrát és elkezd dobolni. A lányt kővel dobálják, fenyegetik és hízelegnek neki, de ő nem hajlandó lemenni, dobol tovább rendületlenül.

A katonák puskát hoznak és lelövik a lányt, de későn, mert a város meghallotta a zajt, és válaszolt rá ágyúszóval. Az ellenség merénylete nem sikerült.

### Tizenkettedik jelenet
"Pitymallik. Menetelő csapatok egyre távolodó dobpergése, füttyszava hallatszik."
Kurázsi mama a lánya holtteste mellett guggol és altatót énekel a lánynak.
"Tentebabája,
A friss szalma vár,
Más gyermek sir most,
De jó vagy te már.
Más gyermeke rongyos,
De szép a ruhád,
Egy angyal selyemingét
Szabtam reád.
Más gyermeke éhes,
Itt fánk lesz az ebéd,
Szólj csak nekem, édes,
Ha nem volt elég.
Tentebabája,
A friss szalma vár,
Az egyik puha földben,
A másik, jaj, messze jár."

A parasztcsalád felajánlja, hogy eltemeti Kattrint, Kurázsi mama pedig a tanácsukra elhatározza, hogy felkeresi Eilifet és folytatja a kalmárkodást.
Követi továbbra is a regimentet és rendületlenül folytatja az éneklést:
"A háború száz évre biztos,
Romokat épít, bajt növeszt,
Hadiszerencse fordul itt-ott,
De a közember rajtaveszt.
Az étke mócsing, rongya keshedt,
Lopják a zsoldját főkutyák -
De csoda mégis olykor eshet,
Vonuljunk rendben csak tovább!
Elmúlt a tél! Süss fel, te nap!
Új fü borul a holtra már,
De aki még nincs föld alatt,
Kapcát cserél és talpra áll!"
|  | Itt a vége a cselekmény részletezésének! |

## Fontosabb magyar kiadások
- Kurázsi mama és gyermekei. Krónika a harmincéves háborúról; ford. Nemes Nagy Ágnes, utószó Gyurkó László; Európa, Budapest, 1958 (Világirodalmi kiskönyvtár)
- Három színmű; ford. Nemes Nagy Ágnes, Garai Gábor, utószó Eörsi István; Európa, Budapest, 1974 (Diákkönyvtár)
- Drámák; ford. Garai Gábor et al., szöveggond. Frech Judit; Holló, Kaposvár, 1996
- Német drámák; vál., jegyz., utószó Kajtár Mária, ford. Déry Tibor et al.; Magyar Könyvklub, Budapest, 2002

## Magyarországi bemutatók
A Színházi adattárban rögzített bemutatók száma: 16; ugyanitt negyvennégy fotó is látható.
Magyarországon a darab ősbemutatója 1958. január 24-én volt a Madách Színházban, Courage mama címen. Az előadás rendezője Pártos Géza, a címszereplő Kiss Manyi volt.
2012 novemberéig tizenhat alkalommal tűzték magyar nyelvű színházak műsorukra. Kurázsi mama szerepe a színésznők nagy álma, jutalomjátékként is felfogható. A címszerepet Kiss Manyi után a következő művésznők alakították: Psota Irén, Olsavszky Éva, Törőcsik Mari, Szakács Eszter, Peremartoni Krisztina, Lázár Kati, Margitai Ági, Egri Kati, Kútvölgyi Erzsébet, Csíky Ibolya, Dobos Ildikó, Horváth Zsuzsa, Kováts Adél, Seres Ildikó, Fekete Gizi, Fullajtár Andrea, Pető Kata és Pregitzer Fruzsina.
Különlegességnek számít a kaposvári Csiky Gergely Színház 1988-as előadása, melyet Gothár Péter rendezett, Lázár Kati főszereplésével. A cselekményt áthelyezték a harmincéves háború idejéből a második világháborúba.
1991-ben, Újvidéken négyen osztoztak a főszerepen: Ábrahám Irén, Ladik Katalin, Romhányi Ibi és N. Kiss Júlia.
A Veszprémi Petőfi Színházban a 2017/2018-as évadban Börcsök Enikő alakította megrendítő érzelmi mélységgel Kurázsi mama szerepét.
A darabot kétszer is rendező Zsótér Sándor Ungár Júlia fordítását használta.